# The Cheyenne Massacre
The Cheyenne Massacre è un cortometraggio muto del 1913 diretto da George Melford. Di genere western, fu interpretato da Carlyle Blackwell.

## Produzione
Il film, prodotto dalla Kalem Company, venne girato a Glendale.

## Distribuzione
Distribuito dalla General Film Company, il film - un cortometraggio in due bobine - uscì nelle sale cinematografiche statunitensi il 9 maggio 1913.